# Petrophila bijonalis
Petrophila bijonalis là một loài bướm đêm trong họ Crambidae.